# Полиглотта

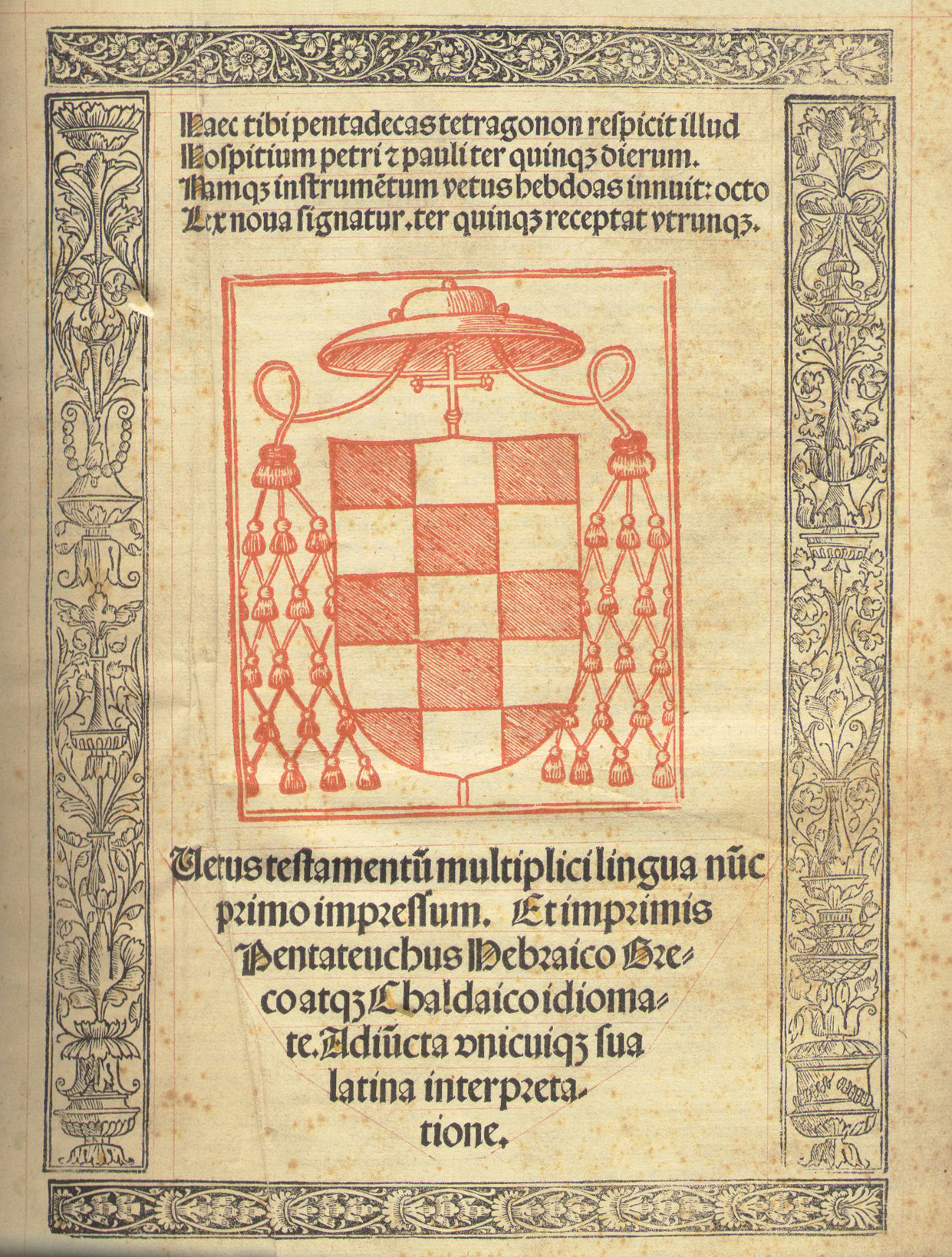
Титульный лист Комплютенской полиглотты. Гарвардская школа богословия

Полигло́тта (греч. πολύ «много» + γλώττα «язык») — издание Библии, в котором рядом с основным текстом помещён его перевод на несколько языков. Для текстологических и литургических целей многоязычные рукописные издания существовали ещё в Поздней Античности и в Средневековье. С появлением книгопечатания в Европе, несколько проектов полиглотт были осуществлены в XVI—XIX веках, наиболее полные включали тексты на 10—12 языках, сопровождаемые справочным аппаратом, словарями, списком разночтений. Четыре из них, названные по городам, где были напечатаны, именуются в историографии «Великими» — Комплютенская, Антверпенская, Парижская и Лондонская.
Полиглотта позволяла наглядно сопоставлять тексты на языке оригинала (еврейский и греческий) с древними и современными переводами; была удобна для изучения истории библейского текста и его филологической и богословской интерпретации, а также учебных целей. В составе полиглотт впервые увидели свет в печатном виде Септуагинта, тексты арабского и персидского библейского переводов, а также Самаритянское Пятикнижие. В XVIII—XIX веках несколько раз предпринимались попытки издания славянских полиглотт в России; в 1880—1890-х годах был опубликован четырёхъязычный Новый Завет (церковнославянский, греческий, латинский и русский), выпущенный по инициативе П. А. Гильтебрандта. Современными библейскими обществами издаются полиглотты, предназначенные для учебных целей или для сохранения малых и исчезающих языков; чаще всего это компактные издания на двух-трёх языках.

## Рукописная эпоха
Прототипом полиглотты и одновременно первым критическим изданием библейского текста стала Гексапла Оригена (III век). Грандиозный свод библейских текстов был создан Оригеном во время его пребывания в Палестине, а далее был перенесён в Кесарийскую библиотеку. Ориген расположил шесть версий известных ему ветхозаветных текстов (отсюда название — «ушестерённая», др.-греч. Ἑξαπλᾶ) параллельными столбцами в следующем порядке:
1. еврейский текст консонантным письмом (без огласовок, как было принято в античности);
2. греческая транскрипция огласовки первого;
3. перевод Акилы;
4. перевод Симмаха;
5. Септуагинта;
6. перевод Феодотиона.

Полным экземпляром Гексаплы пользовался ещё Иероним; считается, что оригинал погиб при взятии арабами Кесарии Палестинской в 653 году. Предположительно, ни одной полной копии Гексаплы никогда не было сделано из-за колоссального объёма труда: по оценке Г. Свита, если он имел форму кодекса, то включал не менее 3250 пергаментных листов, то есть около 6500 страниц текста, и это при условии, что были переписаны только 22 канонические книги Ветхого Завета. Г. Свит проводил аналогии с Ватиканским кодексом, на страницах которого текст был записан в три колонки, давая шесть колонок на развороте. Тем не менее, в Гексапле были тексты только на двух языках (диглотта), и её составитель не преследовал целей сопоставления версий на разных языках.
В дальнейшем литургическая практика потребовала создания двуязычных текстов на развороте — диглотт; позднее они стали использоваться как пособия для изучения латинского или греческого языка. Наиболее древними из сохранившихся диглотт были греческо-коптские, созданные в Египте IV века. Из сохранившихся рукописных диглотт для изучения библейской текстологии важную роль играют следующие:
- Кодекс Безы (V век), в котором левую страницу каждого разворота занимает греческий текст Нового Завета, а правую — зеркальный ему старолатинский перевод[6];
- Рукопись из Шейх-Абада. Двуязычная латино-готская рукопись, предположительно датируемая VI веком. Обнаружена в начале XX века в Египте, в Шейх-Абаде (древний Антинополь). Рукопись плохо сохранилась, содержала фрагменты последних глав Евангелия от Луки (Лк. 23:11—14, Лк. 24:13—17). Фрагмент погиб в начале 1945 года в Гиссене, куда был отправлен на хранение: воды реки Лан затопили подземное хранилище[7]. Аналогичный текст представлен в Вольфенбютельском кодексе — латинский и готский тексты записаны параллельными колонками.

Известны и трёхъязычные рукописи XIII—XIV веков: две греко-коптско-арабские и одна греко-латино-арабская. Самые ранние примеры двуязычных рукописей на латыни и одном из европейских языков — это фрагменты из Мондзейского монастыря (VIII—IX века), отрывки из Евангелия от Матфея, где латынь соседствует с одной из форм древневерхненемецкого, а также Евангелие из Линдисфарна с англосаксонским подстрочником X века.

## Полиглотты первого века книгопечатания
После изобретения книгопечатания первый проект создания многоязычной Библии, по-видимому, составил Альд Мануций около 1501 года. Судя по его переписке с немецкими гуманистами Конрадом Цельтисом и Винсентом Лонгином, он планировал издание и Ветхого, и Нового Заветов на оригинальных языках — греческом, латинском и еврейском. В 1504 году он даже отпечатал пробную страницу Книги Бытия с параллельными текстами на еврейском, греческом и латинском языках, набранными в три колонки, но полное издание так и не было осуществлено.

### Генуэзская и Кёльнская Псалтирь

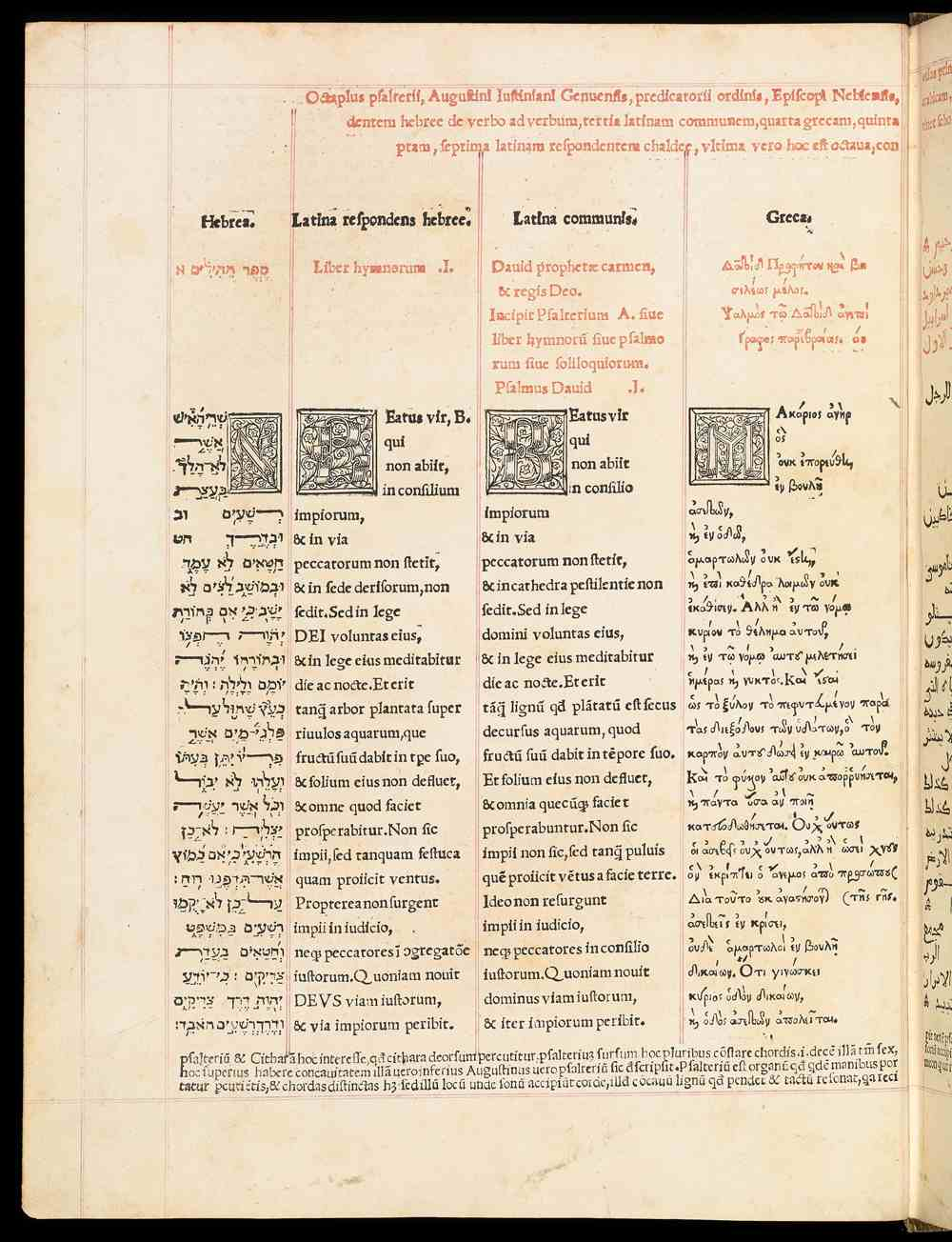
Левая страница Генуэзской Псалтири, внизу — строки с комментарием, не поместившиеся в восьмой колонке на правой странице. Бодлеанская библиотека

Первым многоязычным библейским изданием была Генуэзская Псалтирь (лат. Psalterium Hebraeum, Graecum, Arabicum et Chaldeum, cum tribus Latinis interpretationibus atque glossis — «Псалтирь еврейская, греческая, арабская и халдейская, с тремя латинскими переводами, также и комментариями»), опубликованная в 1516 году Петером Паулем Поррусом по повелению епископа Неббьо (Корсика) Агостино Джустиниани (1470—1536). Издание включало 7 вариантов текста Псалтири и комментарии, напечатанные по 4 колонки на лист. Разворот включал: левая страница — еврейский текст, латинский перевод Иеронима с еврейского текста, Галликанская Псалтирь (перевод Иеронима с греческого), греческий текст. Правая страница: арабский перевод, сирийский перевод, латинский подстрочник к сирийскому тексту и колонка комментария, который, как и в еврейских изданиях, мог охватывать прочий текст в «подвале». Комментарии следовали еврейской традиции, в частности мидрашу Техилим, встречаются и цитаты из Книги Зогар. В комментарии к Псалму 18 упоминаются Колумб и открытие Америки. Это было второе на Западе печатное издание, использовавшее арабский алфавит (после молитвенника 1514 года); изготовление шрифта представляло серьёзную техническую проблему, поэтому арабский текст изготовили не наборным, а ксилографическим по рукописному оригиналу. Однако арабский текст этого издания подвергался критике, ибо печатался не с оригинальных рукописей, а был переведён с Септуагинты. Тираж этого издания был исключительно велик по тем временам: 2000 экземпляров на бумаге и ещё 50 — на пергаменте. В предисловии содержалось обещание опубликовать в формате полиглотты всю Библию и даже утверждалось, что рукописная основа для печатания Нового Завета уже готова. Однако об этом больше ничего не известно. По мнению Р. Уилкинсона, главным образцом для составления Генуэзской Псалтири и последующей Комплютенской Полиглотты была Гексапла Оригена.
По образцу Генуэзской Псалтири в 1518 году была напечатана Кёльнская многоязычная Псалтирь (лат. Psalterium in quatuor linguis: Hebraea, Graeca, Chaldaea, Latina). Она была реализована издателем Йоханом Зотером и настоятелем церкви св. Георгия в Кёльне Йоханнесом Поткеном на еврейском, эфиопском (ошибочно названным «халдейским», то есть арамейским), греческом и латинском языках. Текст был набран в две колонки на лист в следующем порядке: латинский, эфиопский — на левой странице, греческий и еврейский — на правой, давая четыре варианта на развороте. Имя печатника не упоминалось на титульном листе. Это также была первая попытка типографского воспроизведения эфиопского текста. В обращении издателя к «прилежным читателям» подчёркивается, что целью издания было дать надёжное пособие к изучению восточных языков. Данная цель в полной мере проявилась в изданиях «Великих Полиглотт».

## «Великие Полиглотты»

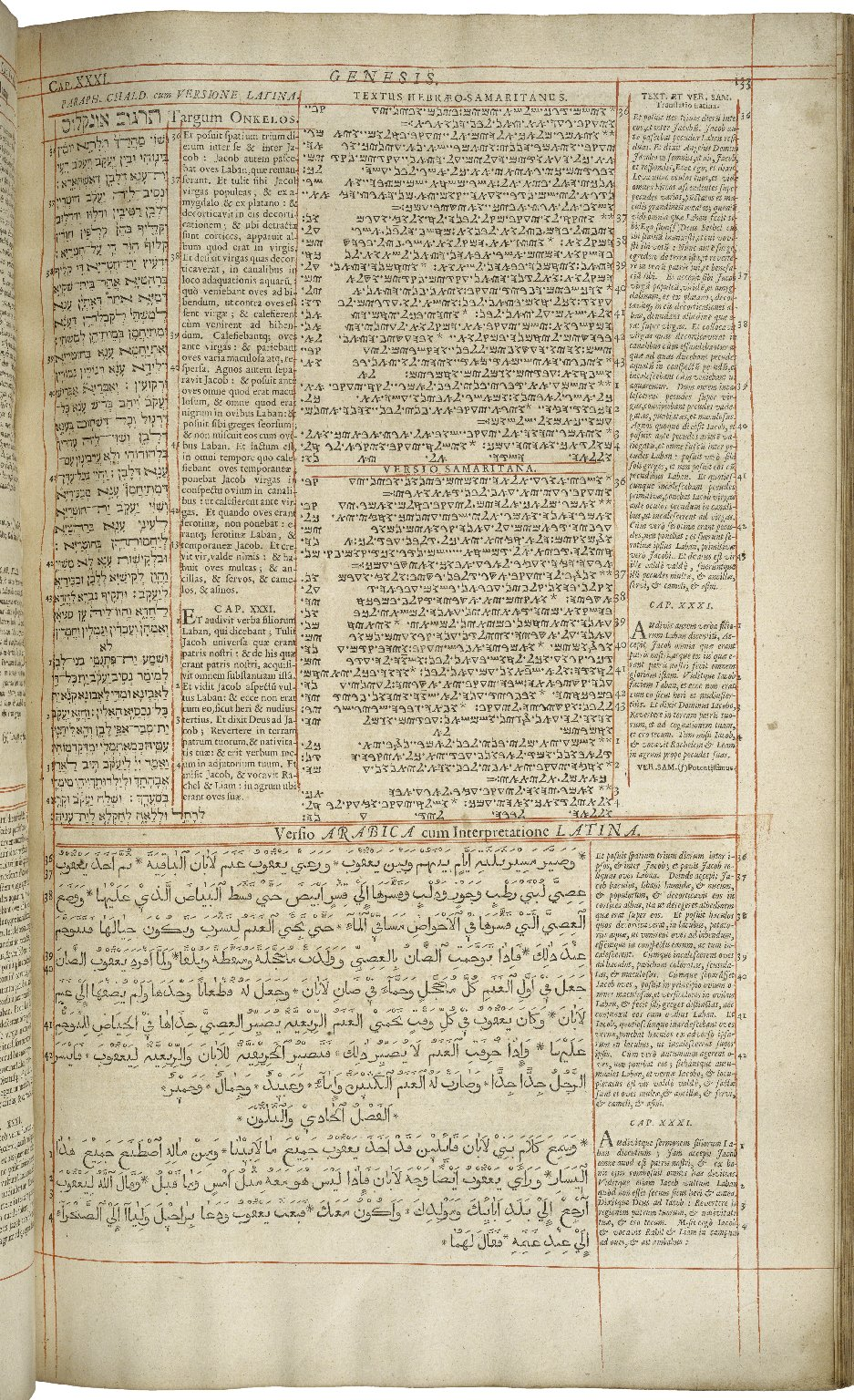
Правая страница первого тома Лондонской Полиглотты (Книга Бытия, глава 31). Представлен арамейский Таргум Онкелоса, иудео-самаритянский и самаритянский варианты, внизу — арабский перевод с огласовкой. Все варианты текста снабжены латинским параллельным переводом в отдельной колонке. Библиотека Корнеллского университета

Первой полиглоттой в современном смысле слова явилась Комплютенская Полиглотта, изданная по желанию кардинала Хименеса в городе Алькала-де-Энарес (лат. Complutum) в 1514—1517 годах. Главной его задачей был прогресс гуманистического движения в Испании, которая в культурном отношении оставалась европейской периферией; важным средством для этого были греческие штудии. Для работы с греческим текстом Хименес пригласил уроженца острова Крит — Димитрия Дукаса, который ранее работал у Мануциев в Венеции и, по-видимому, был связан с нереализованным проектом многоязычной Библии. По ряду причин в свет Полиглотта вышла только в 1522 году. Шеститомное издание содержит Ветхий Завет на еврейском, латинском (Вульгата) и греческом (Септуагинта) языках, а также таргум Онкелоса с латинским переводом для Пятикнижия, и Новый Завет на греческом и латинском языках. Напротив каждой библейской фразы в соответствии с текстом Вульгаты стоит латинская буква, помогающая слабо владеющим восточными языками читателям ориентироваться в тексте, сеть перекрёстных ссылок позволяла быстро отыскать латинский эквивалент любого слова на греческом или еврейском языках. Арамейский и еврейский словари и грамматика в шестом томе также свидетельствовали об учебной направленности издания: библейский текст служил для читателя наилучшим пособием для изучения оригинальных языков Писания. После словаря была напечатана еврейская грамматика; на полях каждой страницы печатались корни ивритских и арамейских слов. В 1984—1987 годах было опубликовано факсимильное переиздание Комплютенской Полиглотты.
Поскольку часть тиража Комплютенского издания погибла при транспортировке морем в Италию, на замену ему была выпущена Антверпенская Полиглотта. Её также называют Королевской Библией, так как средства на издание (21 500 флоринов) предоставил король Филипп II. Она была приготовлена к печати под редакцией испанского богослова Бенедикта Арии Монтана при помощи многих других учёных в типографии Плантена. Вышла в свет в 1568—1572 годах в восьми томах in folio и содержит, кроме еврейского текста, Вульгату, перевод LXX с буквальным латинским переводом, греческий текст Нового Завета с Вульгатой, сирийский перевод сирийскими и еврейскими буквами и латинский подстрочник этого перевода. В отличие от Комплютенского издания (повторением которого формально являлась Королевская Библия), Ветхий Завет был дополнен обоими каноническими таргумами — Онкелоса и Ионафана, арамейский текст был снабжён вокализацией.

Схема построения текста Комплютенской, Антверпенской и Лондонской Полиглотт. Текстовые блоки показаны, как они выглядели на развороте страниц

Расширение контактов с Османской империей сделало доступным для западных теологов большее число переводов Библии на восточные языки, в результате возникла идея публикации их в едином издании. Парижская Полиглотта печаталась за счёт адвоката Ги Мишеля Леже; она вышла в 9 томах увеличенного «имперского фолио» (пятый том — в двух частях) в 1645 году, после 17 лет работы. Парижская Полиглотта содержала в себе, кроме всей Антверпенской Полиглотты (опубликованной в томах 1—4), ещё один сирийский (Пешитта) и арабский перевод с латинскими толкованиями и самаритянское Пятикнижие (это было первоиздание по рукописи XIV века). Издание оказалось крайне неудобным для использования, несмотря на высокое полиграфическое качество: арабский, персидский и сирийский тексты оказались отделены от еврейского, греческого и латинского Писания; тома имели большой формат и вес.
Наиболее полной является Лондонская Полиглотта на 9 языках (тома I—VI, 1654—1657, и VII—VIII, 1669) под редакцией епископа Честерского Брайана Уолтона; издание было одобрено лордом-протектором Кромвелем. После реставрации Стюартов часть тиража была допечатана с новым посвящением королю Карлу II. Лондонская Полиглотта включала, помимо еврейского, латинского и древнегреческого текстов, арабский, эфиопский, персидский, сирийский и арамейский переводы. Ветхий Завет был опубликован в 4 томах, пятый том (в двух книгах), вышедший в 1657 году, включал Новый Завет на греческом, латинском (Вульгата и перевод Ария Монтана), сирийском, эфиопском и арабском; Евангелия были опубликованы также на персидском. Каждый текст на восточных языках, включая греческий, сопровождался параллельным переводом на латынь. Профессор арабского языка в Кембридже Эдмунд Кастелл издал к этой Полиглотте «Lexicon heptaglotton», словарь на 7 языках: еврейском, халдейском, сирийском, самаритянском, арабском, персидском и эфиопском (подстрочный латинский перевод критиковали за небрежность). Папа Александр VII поместил эту полиглотту в число запрещённых книг. Высокое качество издания, удобная компоновка текстов (все 9 языковых версий располагались на одном развороте) и солидный научный аппарат привели к тому, что Лондонская Полиглотта использовалась текстологами до середины XX века. Факсимильное издание Полиглотты Уолтона увидело свет в 1963—1964 годах.
Американский учёный-библиограф Джуди Кноп в своей диссертации 1977 года привела таблицу, которая демонстрирует трудоёмкость издания Полиглотт и объём выполненной работы:
| Издание       | Формат страницы (мм) | Общее число страниц | Число томов |
| ------------- | -------------------- | ------------------- | ----------- |
| Комплютенское | 340 × 243            | 1528                | 6           |
| Антверпенское | 411 × 271            | 3522                | 8           |
| Парижское     | 510 × 335            | 4050                | 10          |
| Лондонское    | 440 × 271            | 2938                | 8           |

Указанные четыре издания (Комплютенское, Антверпенское, Парижское, Лондонское) настолько выделяются как по форме, так и по содержанию, что термин «библейские полиглотты» иногда применяют исключительно к ним. Главной целью издания этих полиглотт было сопоставление текстов Священного Писания, чтобы как можно точнее постичь смысл оригинала; также они использовались в учебных целях — для изучения восточных языков.

### Малые Полиглотты
Германские издания полиглотт Э. Нестле характеризовал как «малые» (Minor Polyglots). Первой из них явилась Гейдельбергская Полиглотта (1586—1599), вероятно, изданная под редакцией Бонавентуры Бертрама — профессора-гебраиста из Женевы. Полиглотта воспроизводила тексты Антверпенского издания (Танах и Септуагинту с латинским подстрочником и Вульгату). Гамбургская Полиглотта (1596) в 6 томах была издана Давидом Вольдером. Текст включал 4 колонки: греческий, Вульгата, протестантский латинский перевод (Пагнинуса для Ветхого Завета и Безы для Нового) и перевод Лютера на немецкий. Нюрнбергская Полиглотта Элиаса Гуттера выходила в 1599—1602 годах. Ветхий Завет был издан на 6 языках, Псалтирь на иврите, греческом, латыни и немецком была выпущена отдельно в 1602 году. Новый Завет был опубликован на 12 языках (включая французский, испанский, датский, чешский и польский) в двух томах; позже было напечатано добавление на трёх древних языках с переводом Лютера. Трёхтомная Лейпцигская Полиглотта (1747—1751) Кристиана Рейнесция включала Ветхий Завет в двух томах на 5 языках — еврейском, сирийском, греческом, латинском и немецком; первое издание Нового Завета на пяти языках увидело свет ещё в 1713 году.

## Новое и новейшее время

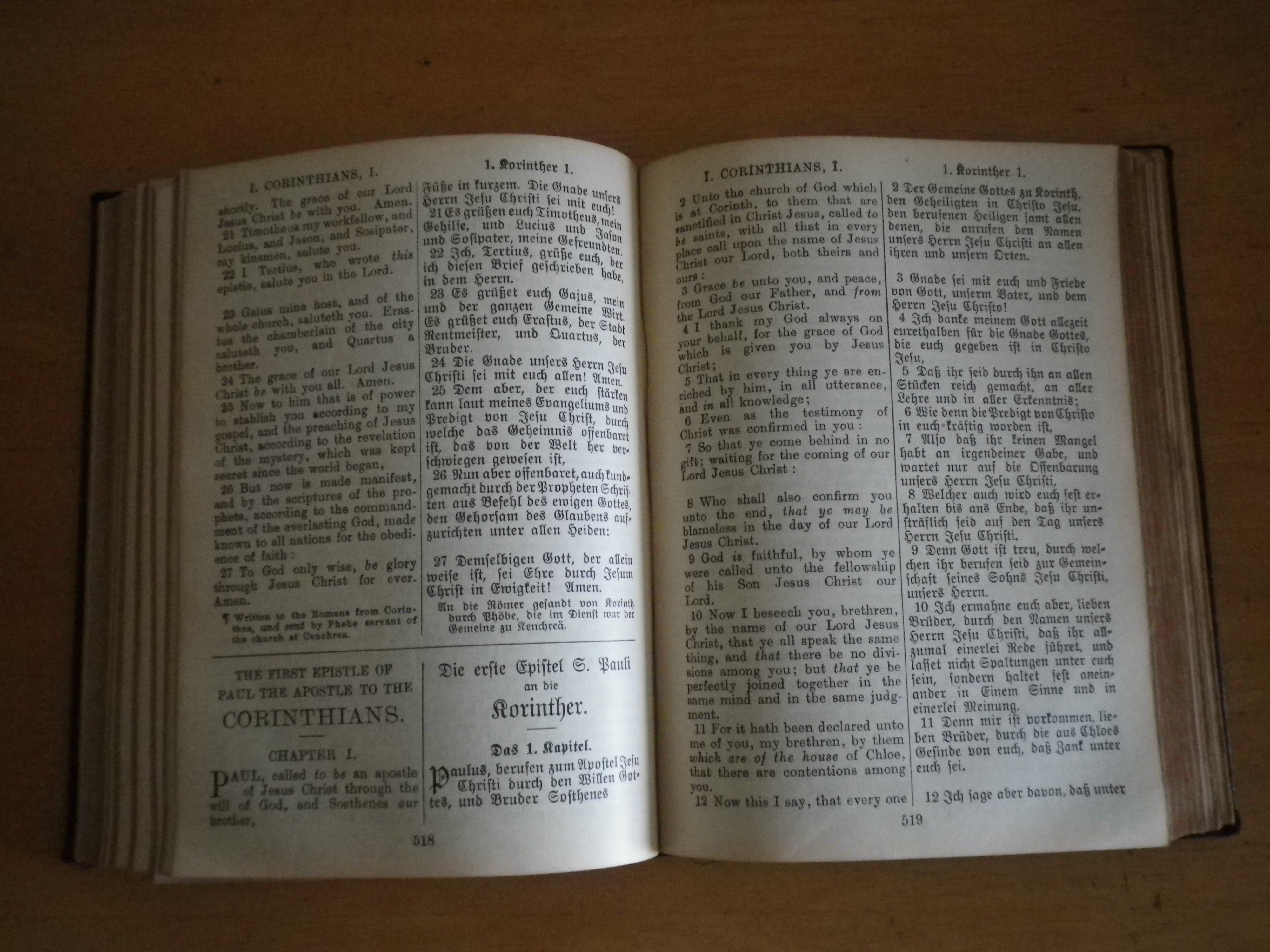
Диглотта: издание Нового Завета на английском и немецком языках. 1927 год

В связи с успехами библейской текстологии и введением в оборот значительного числа рукописей, а также бурной деятельностью библейских обществ, в XIX веке оживился интерес к полиглоттам на современных языках. В 1831 году вышла восьмиязычная полиглотта Бэгстера (Лондон) на иврите, греческом, латинском, английском, немецком, итальянском, французском и испанском языках. В приложении были опубликованы сирийский Ветхий Завет, Самаритянское Пятикнижие и разночтения греческого текста. В 1874 году вышло её второе издание. В Германии для практических учебных целей была опубликована 4-томная Билефельдская полиглотта Штира и Тейля, пятое издание которой вышло в 1890 году (иврит, греческий, латинский и немецкий тексты). В 1857—1906 годах в Лондоне несколько раз издавалась шестиязычная Библия де Леванта; в 1890 году вышло её сокращённое трёхъязычное издание: Ветхий Завет — еврейский, греческий и латинский; Новый Завет — греческий, латинский и сирийский. Все эти издания, выпускаемые протестантскими теологами, включали только канонические книги. Единственное католическое издание Вигуру (Париж, 1890—1898 с последующими переизданиями) было и единственным, в котором публиковались второканонические книги. В состав парижского издания входили: масоретский текст, Септуагинта по Сикстинскому изданию и Вульгата с параллельным французским переводом. Каждая библейская книга была снабжена введением, аппаратом разночтений и экзегетическими заметками.
Проект амбициозного научного издания полиглотты был оглашён в Мадриде в 1957 году (Biblia polyglotta Matritensis), в нём участвовали известные библеисты Теофило Аюсо, Алехандро Диес Начо и другие. Ввиду огромного числа рукописей, которое предстояло учесть и отразить в научном аппарате, было невозможно печатать полиглотту так же, как и в XVI—XVII веках, располагая разноязычные тексты на одной странице. В проекте Мадридской полиглотты каждому языку была посвящена отдельная серия. В 1967 году была опубликована сирийская серия, в составе которой увидела свет реконструкция Диатессарона, выполненная Игнасио Ортисом де Урбина. В 1980—1988 годах вышла в свет серия IV (в двух томах), посвящённая арамейским таргумам. Ввиду кончины А. Диеса Начо в 1984 году издание не продолжалось, хотя не охватывало всего материала палестинских таргумов.
В XX веке распространились двух-, трёх- и многоязычные библейские издания, не преследующие научных целей. Они используются в многоязычной среде для совместного богослужения, изучения языков (чаще всего английского) или способствуют сохранению одного из малых языков, находящихся под угрозой исчезновения.

## В России

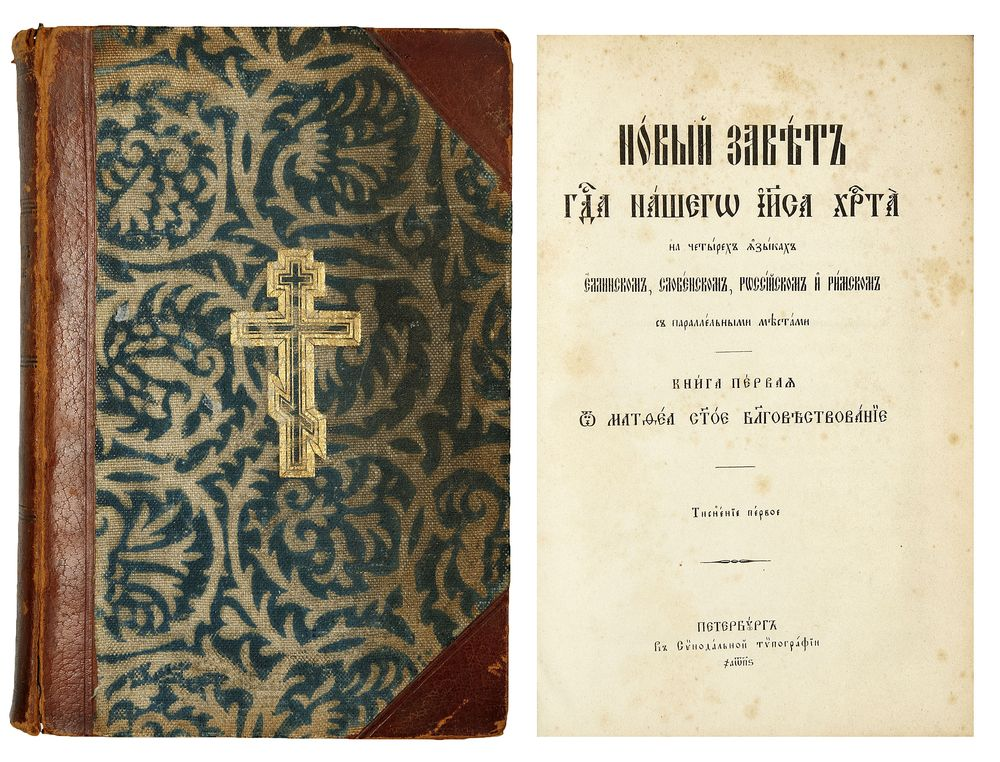
Обложка и титульный лист «Нового Завета Господа нашего Иисуса Христа на четырёх языках: еллинском, словенском, российском и римском с параллельными местами». Синодальная типография, 1886

Полиглотты издавались и в России. Первую попытку такого рода предпринял ещё в 1712 году Пётр I, выступив с инициативой создания двуязычной Библии на церковнославянском и голландском языках, чтобы голландская версия Писания была отпечатана в Нидерландах на одной половине страницы, после чего листы должны были перевезти в Россию для дополнения параллельным церковнославянским текстом. Это издание было подготовлено в 1716—1721 годы в Гааге (Новый Завет с посвящением Петру) и Амстердаме (Ветхий Завет). Отпечатанные листы были перевезены в Петербург, но оказались подмоченными; из невредимых листов можно было изготовить не более 20 экземпляров текста. Тем не менее, в типографии Александро-Невского монастыря в 1719 году была осуществлена допечатка Нового Завета. Дополнить Ветхий Завет так и не удалось, поскольку было решено исправить церковнославянский текст по Септуагинте, что было окончательно завершено только в 1751 году (Елизаветинская Библия). В дальнейшем Святейший Синод постановил, что переводы лютеранского и православного Писания не могут находиться в одной книге, и уже в 1728 году было решено издание уничтожить, однако это так и не было сделано; до наших дней сохранилось около 20 экземпляров Нового Завета, полупустые экземпляры Ветхого Завета ещё более редки.
По инициативе А. С. Норова в 1861 году вышло издание Нового Завета на греческом и церковнославянском языках. В 1880-е годы несколько проектов славянских полиглотт пытался осуществить П. А. Гильтебрандт, назначенный в 1884 году справщиком Синодальной типографии. В январе 1885 года он подал К. П. Победоносцеву проект развития православного книгоиздания, причём среди перспективных начинаний была славянская полиглотта. Победоносцев поддержал идею издания триглотты — славяно-русско-польской Библии для учебных заведений Привислянского края. Однако Виленский учебный округ прислал отрицательное заключение, и издание сорвалось. В 1887 году Гильтебрандт подготовил издание Пасхального Евангелия в виде славянской гексаглотты (церковнославянский, русский, болгарский, сербский, чешский, польский); образец издания был напечатан в Славянском календаре на 1891 год. В том издании текст церковнославянского Пасхального Евангелия был набран глаголицей. В начале 1890-х годов православный священник из Праги о. Николай Апраксин предложил проект чешско-церковнославянской диглотты на основе Пражского и Кралицкого изданий; к 1897 году она увидела свет.
В 1884 году П. Гильтебрандт предложил также учебное Евангелие на четырёх языках (греческий, латинский, церковнославянский, русский) для изучения классических языков в гимназии; в расширенном виде оно было в 1886—1891 годах выпущено как пятитомный «Новый Завет Господа нашего Иисуса Христа на четырёх языках: еллинском, словенском, российском и римском с параллельными местами». В 1991 году эта тетраглотта по благословению митрополита Минского Филарета (Вахромеева) была переиздана в Минске, но латинский текст был заменён белорусским переводом.

## Издания полиглотт
- Psalterium, Hebraeum, Graecum, Arabicum, & Chaldaeum, cum tribus latinis interpretationibus & glossis. Petrus Paulus Porrus Genuae in aedibus Nicolai Iustiniani Pauli (1516). Дата обращения: 29 мая 2016.
- Complutensian Polyglot (1514—1522). Дата обращения: 29 мая 2016.
- Brian Walton Polyglot. Thomas Roycroft (1652—1657). Дата обращения: 29 мая 2016.
- Biblia Polyglotta; Hebrew and English with Greek and English New Testament. S. Bagster (1833). Дата обращения: 29 мая 2016.
- Hexaglot Bible. Biblia Hexaglotta. Comprising Holy Scriptures. Old & New Testaments. Edited by the Rev. Edward Riches De Levante, with other scholars (1857—1906). Дата обращения: 29 мая 2016.
- Polyglotten-Bibel zum praktischen Handgebrauch : die Heilige Schrift : Alten und Neuen Testaments in übersichtlicher Nebeneinanderstellung des Urtextes, der Septuaginta, Vulgata und Luther-Uebersetzung, so wie der wichtigsten Varianten der vornehmsten deutschen Uebersetzungen. Bielefeld : Velhagen & Klasing (1875). Дата обращения: 30 мая 2016.
- La Sainte Bible Polyglotte, contenant le texte Hébreu original, le texte Grec des septante, le texte Latin de la vulgate et la traduction française... Vigouroux, Fulcran Grégoire (1900). Дата обращения: 29 мая 2016.